# Trium
Trium je značka mobilních telefonů japonské firmy Mitsubishi Electric. Na českém trhu se začala objevovat od roku 1999.

## Modely

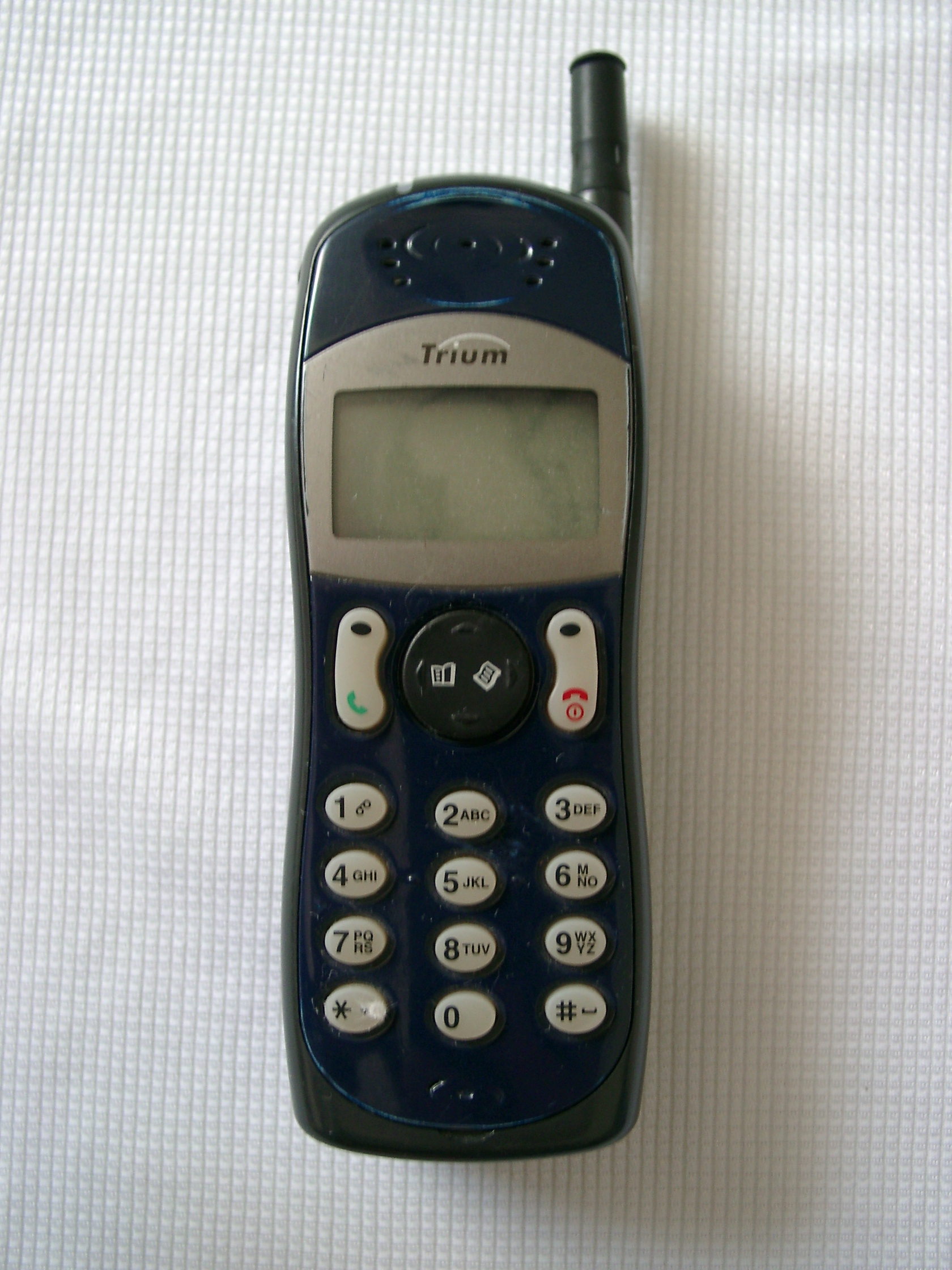
Trium Astral

- Trium Aria[1][2]
- Trium Astral[1]
- Trium Aura
- Trium Cosmo[1]
- Trium D2
- Trium Eclipse
- Trium Galaxy[1]
- Trium GEO[1]
- Trium 110
- Trium M21i
- Trium M320
- Trium M341i
- Trium Mars
- Trium Mondo
- Trium Mystral
- Trium Neptune
- Trium Odyssey
- Trium ONE
- Trium Sirius